# 中国远征军将官住所旧址（紫园）
中国远征军将官住所旧址也称紫园，位于中华人民共和国云南省昆明市西山区碧鸡街道碧鸡社区高峣村冷水塘1号的一处山庄别墅，是云南省级文物保护单位。
紫园最初是抗日战争时期，为迎接蒋介石到云南视察，当时的云南省主席龙云命其内兄，时任云南省第一任财政厅厅长的李培天修建。后因蒋介石未到此居住，成为李培天的私人住宅。1942年后，曾接待过中国远征军和盟军的高级将领。中华人民共和国成立后，紫园由云南省外事处管理，曾是一个对东南亚国家的一个情报机构，接受过东南亚国家共产党人子女政治避难。1992年曾一度改名为愚华山庄，有客房和娱乐设施对外接待。现主要经营餐饮娱乐。
紫园现存建筑群占地约50亩，由1号别墅、2号别墅（信息框中配图）、3号别墅和礼堂组成，为中西结合的园林式建筑群。建筑均为砖木结构，建筑手法以西式为主，融入了中式建筑元素。造型各具特色，简洁实用，美观大方。
建筑群既是优秀的近现代建筑，又见证了抗战的一段历史，具有较高的艺术和历史价值。2009年公布为西山区文物保护单位，2011年公布为昆明市文物保护单位，2012年被云南省人民政府公布为省级文物保护单位。